# Сент Клер (Минесота)
Сент Клер (енгл. St. Clair) град је у америчкој савезној држави Минесота.

## Демографија
По попису из 2010. године број становника је 868, што је 41 (5,0%) становника више него 2000. године.
| Група             | 2000.       | 2010.       |
| Белци             | 821 (99,3%) | 821 (94,6%) |
| Афроамериканци    | 0 (0,0%)    | 10 (1,2%)   |
| Азијати           | 0 (0,0%)    | 0 (0,0%)    |
| Хиспаноамериканци | 6 (0,7%)    | 27 (3,1%)   |
| Укупно            | 827         | 868         |